# Eubelum asperius
Eubelum asperius är en kräftdjursart som beskrevs av Van Name 1920. Eubelum asperius ingår i släktet Eubelum och familjen Eubelidae. Inga underarter finns listade i Catalogue of Life.